# Velilla
Pour les articles homonymes, voir Velilla (homonymie).
Velilla est une commune de la province de Valladolid dans la communauté autonome de Castille-et-León en Espagne.

## Sites et patrimoine
L'édifice notable de la commune est l'église paroissiale Nuestra Señora de la Asunción.

Église Nuestra Señora de la Asunción
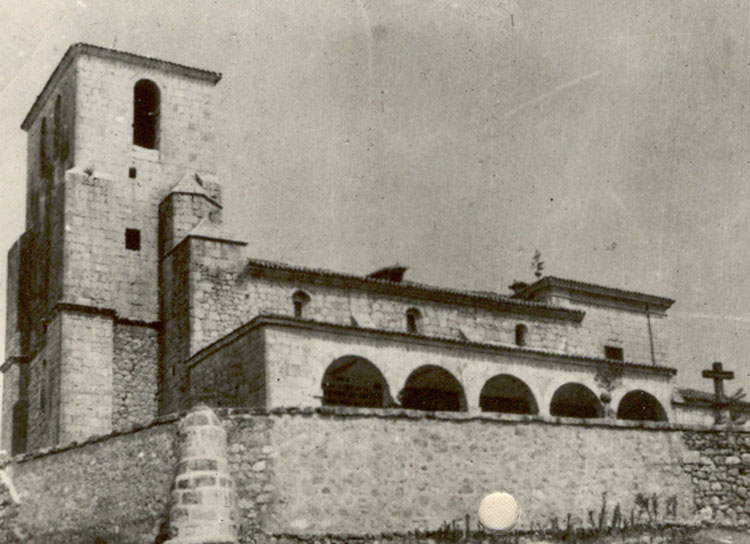
Fondation Joaquín Díaz.
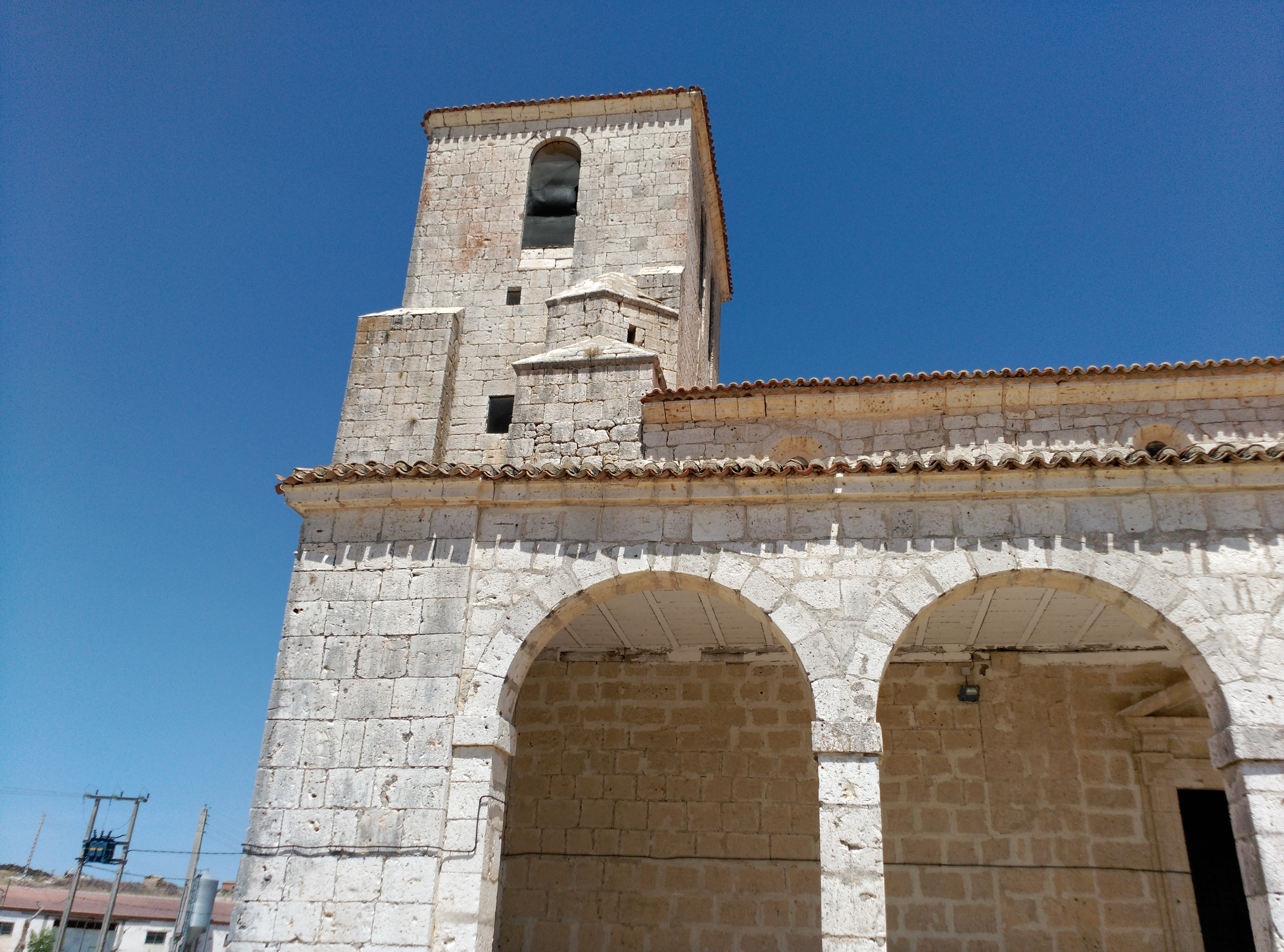